# Janet Reger
Janet Reger är en av världens ledande designers och tillverkare av underkläder och nattkläder för damer. Janet Reger grundades 1961 av Janet Phillips och Peter Reger, men det dröjde till 1967 då företaget kunde göra sina första leveranser av damunderkläder. Med tiden kom Janet Reger att bli synonymt med lyxiga, exklusiva underkläder, och man använde sig främst av dyrbara material som till exempel chiffong och äkta siden. 
Under 1980-talet drabbades företaget av vissa ekonomiska svårigheter, men man red ut stormen. Företaget leds sedan ett par år tillbaka av Aliza Reger, dotter till Janet och Peter. Man upplever nu en ny blomstringstid, och beställningarna strömmar in. Butiker finns i flera världsstäder, bl.a. London och New York. Kända kvinnliga celebriteter handlar sina lingerie-artiklar hos Janet Reger. Äldre Janet Reger-plagg utgör nu dyrbara rariteter för samlare av "vintage"-kläder.